# Réseaux de neurones informés par la physique

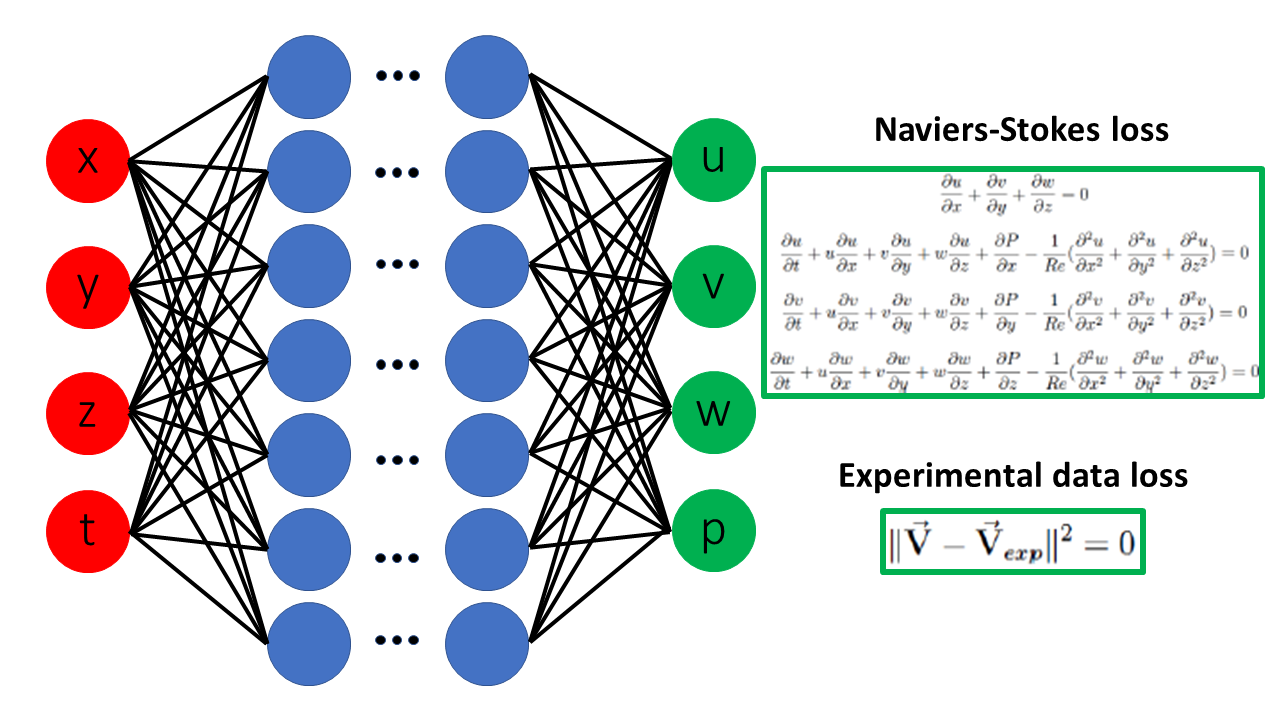
Réseaux neuronaux informés de la physique pour résoudre les équations de Navier-Stokes

Les réseaux neuronaux informés par la physique (PINNs (Physics-informed neural networks) en anglais), également appelés réseaux neuronaux guidés par la théorie (TTN)  sont des d'algorithmes d'apprentissage automatique qui intégrent la connaissance de lois physiques dans le processus d'entraînement. Souvent, ces lois physiques prennent la forme d'équations aux dérivées partielles (EDPs). L'utilisation de telles contraintes physiques a pour objectif de guider l'apprentissage du modèle pour en améliorer les performances. Cela est particulièrement utile quand la faible disponibilité des données limite la robustesse des modèles d’apprentissage automatique conventionnels, ce qui est parfois le cas pour certains problèmes biologiques et d’ingénierie. La connaissance préalable de lois physiques agit alors comme une régularisation qui limite l'espace des solutions admissibles, avec pour but d'améliorer les performances du modèle et de le rendre plus interprétable.

## Contexte général
La plupart des lois physiques qui régissent la dynamique d’un système peuvent être décrites par des systèmes d'équations aux dérivées partielles. Par exemple, les équations de Navier-Stokes sont un ensemble d’équations aux dérivées partielles déduites des lois de conservation (c’est-à-dire la conservation de la masse, de la quantité de mouvement et de l'énergie) qui régissent la mécanique des fluides. La résolution des équations de Navier-Stokes avec des conditions initiales et aux limites appropriées permet alors de décrire la dynamique de l'écoulement d'un fluide. Cependant, ces équations ne peuvent pas être résolues exactement et il faut donc utiliser des méthodes d'approximation numériques telles que les différences finies, les éléments finis ou les volumes finis.
Récemment, la résolution des équations aux dérivées partielles à l’aide de l'apprentissage profond est apparue comme un nouveau domaine de l’apprentissage automatique. Il repose en particulier sur le théorème d'approximation universelle , qui affirme que les réseaux de neurones sont capables d'approximer toute fonction continue sur un ensemble compact. Ainsi, les PINNs sont entraînés afin d'exploiter les données d’entraînement fournies et de respecter les équations de régulation imposées. De cette façon, un réseau neuronal peut être entraîné pour résoudre un système d'EDPs à partir d'une base de donnée qui n'est pas nécessairement volumineuse ou complète,.
Les PINNs ont été appliqués à un large éventail de problèmes en informatique et représentent notamment une nouvelle classe de solveurs numériques pour les EDPs. Ils peuvent être considérés comme une alternative sans maillage aux approches traditionnelles de résolution d'EDP (par exemple, la CFD pour la dynamique des fluides), ainsi qu'aux approches basées sur les données pour l'inversion de modèle et l'identification de systèmes. Notamment, les PINNs peuvent être utilisés pour prédire les valeurs sur des grilles de simulation de différentes résolutions sans avoir besoin d'être réentraînés. De plus, ils permettent d'exploiter la différenciation automatique (DA)  pour calculer les dérivées requises dans les équations aux dérivées partielles.

## Modélisation du problème
La plupart des équations aux dérivées partielles prennent la forme
{\displaystyle u_{t}+N[u;\lambda ]=0,\quad x\in \Omega ,\quad t\in [0,T]}
où la fonction {\displaystyle u(t,x)} est l'inconnue, {\displaystyle N[\cdot ;\lambda ]} est un opérateur potentiellement non-linéaire paramétré par {\displaystyle \lambda }, et {\displaystyle \Omega } est un sous-ensemble de {\displaystyle \mathbb {R} ^{D}}. Cette formulation recoupe un large éventail de problèmes de physique mathématique, tels que les lois de conservations, les processus de diffusion, d'advection-diffusion et les équations cinétiques. Étant données des mesures bruitées d'une fonction solution de l'équation ci-dessus, un PINN peut être impléments pour résoudre les deux classes de problèmes suivantes :
- si le paramètre {\displaystyle \lambda } est connu, il s'agit de résoudre l'EDP en tirant parti des données,
- sinon, il s'agit d'apprendre à la fois le paramètre {\displaystyle \lambda } et la solution de l'EDP grâce aux données.

### Résolution d'équations aux dérivées partielles basée sur les données
Etant donné un paramètre {\displaystyle \lambda }, la méthode PINN pour la résolution d'EDP cherche à estimer la solution {\displaystyle u(t,x)} de l'EDP
{\displaystyle u_{t}+N[u;\lambda ]=0,\quad x\in \Omega ,\quad t\in [0,T]},
à partir d'un jeu de conditions aux bords {\displaystyle z}. Pour ce faire, la méthode PINN consiste à minimiser le risque empirique suivant sur un ensemble de réseaux de neurones 
{\displaystyle L_{tot}=L_{u}+L_{f}},
où {\displaystyle L_{u}=\Vert u-z\Vert _{\Gamma }} est l'erreur entre le PINN {\displaystyle u(t,x)} et l'ensemble des conditions aux bords sur l'ensemble des points {\displaystyle \Gamma } où les conditions aux bords sont définies, et {\displaystyle L_{f}=\Vert u_{t}+N[u;\lambda ]\Vert _{\Gamma }} mesure l'écart entre le réseau de neurone et les solutions de l'EDP. C'est ce deuxième terme qui encourage le PINN à apprendre les informations structurelles exprimées par l'équation aux dérivées.
Les paramètres du réseau de neurones peuvent alors être calculés par descente de gradient en exploitant la différenciation automatique.
Cette approche a été appliquée dans la prévision des processus physiques, le contrôle prédictif des modèles, la modélisation multiphysique et multi-échelle et la simulation. Il a été démontré qu'elle converge vers la solution de l'EDP.

### Découverte d'équations aux dérivées partielles basée sur les données
Étant donné des mesures bruyantes et incomplètes {\displaystyle z} de la fonction {\displaystyle u(t,x)}, la découverte de l'EDP guidée par les données  consiste en l'estimation à la fois de la fonction inconnue {\displaystyle u(t,x)} et du paramètre {\displaystyle \lambda } de l'EDP
{\displaystyle u_{t}+N[u;\lambda ]=0,\quad x\in \Omega ,\quad t\in [0,T]}
qui décrivent le mieux les données observées. Pour cela, la méthode PINN consiste à minimiser à la fois en {\displaystyle u(t,x)} et en {\displaystyle \lambda } le risque empirique {\displaystyle L_{tot}=L_{u}+L_{f}} défini dans le paragraphe précédent.
Cette stratégie permet de découvrir des modèles dynamiques décrits par des EDPs non linéaires. Cela a des applications dans la prévision de séries temporelles, le contrôle et l'assimilation de données,,.

## Réseaux de neurones basés sur la physique (PINN) pour lesproblèmes inverses
Les réseaux neuronaux basés sur la physique (PINN) se sont avérés efficaces pour résoudre des problèmes inverses à base d'équations différentielles, notamment avec des données bruitées. Ils se sont révélés efficaces en nano-optique, en optimisation de forme, en modélisation d'écoulement multiphasique dans les milieux poreux,, et en modélisation de l'écoulement de fluides à grande vitesse. Ils ont également démontré des avantages clairs dans le calcul inverse des paramètres pour les bases de données multi-fidélité, c'est-à-dire les bases de données combinant des observations à différentes échelles ou mesurées avec des précisions différentes. Les incertitudes dans les calculs peuvent être évaluées à l'aide de probabilités bayésiennes.

## Limites
Les PINNs ont des difficultés à approximer les fonctions discontinues. De nombreux exemples existent où les PINNs ne parviennent pas à approximer les solutions de certaines EDPs,. L'une des raisons des échecs d'entraînement de PINNs réside dans la nécessité d'optimiser à la fois la pénalité sur les conditions aux bords et celle sur l'EDP, ce qui correspond à un problème multi-objectif dont l'optimisation est fortement suceptible rester bloqué dans des optima locaux.